# Tây Cương
Tây Cương (chữ Hán giản thể: 西岗区, âm Hán Việt: Tây Cương khu) là một quận của địa cấp thị Đại Liên, tỉnh Liêu Ninh, Cộng hòa Nhân dân Trung Hoa. Quận này có diện tích 26 km², dân số 320.000 người. Mã số bưu chính của huyện Tây Cương là 116011, chính quyền quận ở số 77 phố Bắc Kinh. Về mặt hành chính, quận Tây Cương được chia thành 7 nhai đạo biện sự xứ: Bát Nhất Lộ, Bạch Vân, Nhân dân Quảng Trường, Bắc Kinh, Nhật Tân, Trạm Bắc, Xuân Lò Tiều.